# Ajgesjat, Aragatsotn
Ajgesjat (armeniska: Այգեշատ) är en ort i Armenien.   Den ligger i provinsen Aragatsotn, i den västra delen av landet, 20 km väster om huvudstaden Jerevan. Ajgesjat ligger 942 meter över havet och antalet invånare är 1 358.
Terrängen runt Ajgesjat är kuperad norrut, men söderut är den platt. Trakten är tätbefolkad. Närmaste större samhälle är Etjmiadzin, 7,8 km söder om Ajgesjat. 